# CòmicNostrum
Còmic Nostrum, també conegut com a Festival Internacional de Còmic de Mallorca, és un esdeveniment anual que se celebra a Palma. Es tracta d'un festival adreçat tant a professionals com a aficionats al còmic que facilita la trobada amb autors i editors internacionals. La programació inclou activitats pensades pel públic general, així com exposicions, tallers i un Pop Up Còmic Market entre d'altres.